# Torre Lambertini
La Torre Lambertini è una antica torre medievale che si trova nel centro storico di Bologna, all'interno del complesso di edifici costituito da Palazzo Re Enzo e Palazzo del Podestà.

## Storia
Costruita tra il 1120 e il 1142, è antecedente al Palazzo del Podestà che la circonda. Ad edificarla fu la famiglia dei Lambertini: schieratisi con i Guelfi, diedero i natali a Guido Lambertini che partecipò alla cattura di Re Enzo. La stessa famiglia diede anche i natali al Cardinale Prospero Lambertini, poi divenuto Papa.
La torre passò al comune di Bologna nel 1294; dal 1327 venne adibita a carcere femminile. Infine rimase in disuso fino al restauro avvenuto agli inizi del XX secolo.

## Descrizione
La torre è riconoscibile osservando da Via Rizzoli il complesso formato dal Palazzo del Podestà e da Palazzo Re Enzo. La torre è alta circa 25 metri e la forma attuale è dovuta ad un restauro ad opera del Rubbiani tra il 1903 e il 1909. Le aperture al piano terra, l'altana e il terrazzino posticcio non erano presenti nella forma iniziale del monumento, ma sono dovuti all'intervento del Rubbiani.